# Polymona misrachii
Polymona misrachii är en fjärilsart som beskrevs av Emilio Berio 1939. Polymona misrachii ingår i släktet Polymona och familjen tofsspinnare. Inga underarter finns listade i Catalogue of Life.